# James Francis Miller

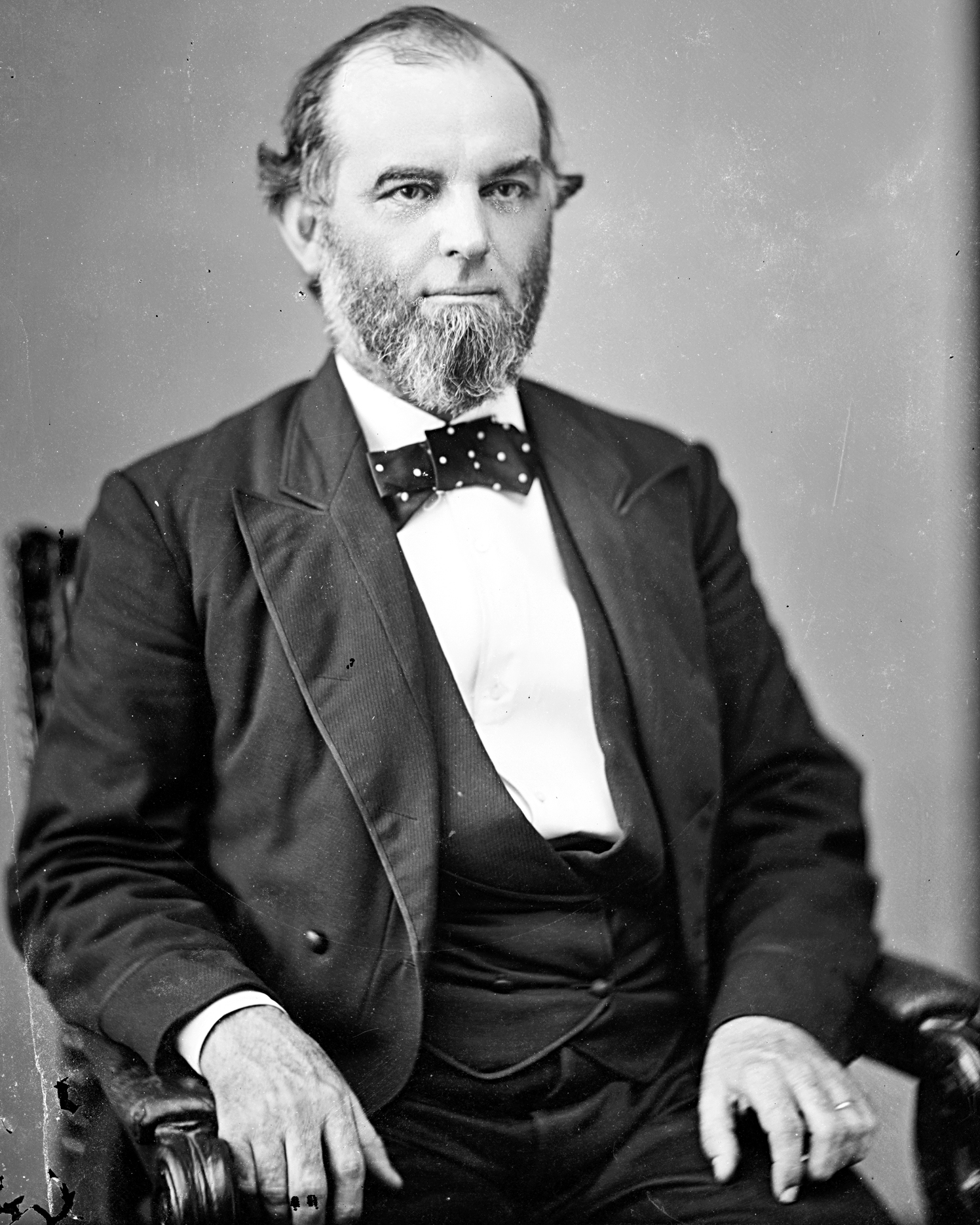
James Francis Miller

James Francis Miller (* 1. August 1830 in Winnsboro, Fairfield County, South Carolina; † 3. Juli 1902 in Gonzales, Texas) war ein US-amerikanischer Politiker. Zwischen 1883 und 1887 vertrat er den Bundesstaat Texas im US-Repräsentantenhaus.

## Werdegang
James Miller besuchte die öffentlichen Schulen seiner Heimat und das Reutersville College in Texas, wohin er im Jahr 1842 mit seinen Eltern gezogen war. Nach einem anschließenden Jurastudium und seiner 1857 erfolgten Zulassung als Rechtsanwalt begann er in Gonzales in diesem Beruf zu arbeiten. Während des Bürgerkrieges diente er bei den Terry’s Texas Rangers, die dem Heer der Konföderation angehörten. Nach dem Krieg setzte er seine juristische Tätigkeit fort. Außerdem stieg er in das Bankgewerbe ein. Überdies engagierte er sich auch auf dem Gebiet der Viehzucht.
Politisch war Miller Mitglied der Demokratischen Partei. Bei den Kongresswahlen des Jahres 1882 wurde er im damals neu eingerichteten achten Wahlbezirk von Texas in das US-Repräsentantenhaus in Washington, D.C. gewählt, wo er am 4. März 1883 sein neues Mandat antrat. Nach einer Wiederwahl konnte er bis zum 3. März 1887 zwei Legislaturperioden im Kongress absolvieren. Ab 1885 war er Vorsitzender des Ausschusses für Bank- und Währungsangelegenheiten. Im Jahr 1886 verzichtete er auf eine weitere Kandidatur.
Nach dem Ende seiner Zeit im US-Repräsentantenhaus nahm James Miller seine früheren Tätigkeiten wieder auf. Bereits im Jahr 1885, noch während seiner Kongresszeit, wurde er zum ersten Präsidenten der Texas Bankers’ Association gewählt. Er starb am 3. Juli 1902 in Gonzales, wo er auch beigesetzt wurde.